# Subrogatie
Subrogatie is in België een rechtsfiguur die zich voordoet wanneer een persoon of zaak in een bepaalde reeds bestaande rechtsband de plaats gaat innemen van een persoon of een zaak. Gaat het over zaken, dan spreekt men over zakelijke subrogatie. Betreft het personen, dan spreekt men van persoonlijke subrogatie.

## Zakelijke subrogatie
Zaakvervanging, zakelijke subrogatie of zakelijke indeplaatsstelling vindt plaats wanneer een bepaalde zaak in een bepaalde, reeds bestaande rechtsverhouding de plaats gaat innemen van een andere zaak. Een voorbeeld hiervan is te vinden in artikel 10 van de hypotheekwet. Zo zal bijvoorbeeld een door de bank gevestigde hypotheek op een woning overgaan op het bedrag dat door de brandverzekeraar uitgekeerd wordt indien de woning in kwestie afbrandt: de ene zaak (de door de brandverzekeraar uitgekeerde geldsom) wordt in deze rechtsverhouding vervangen door de andere (de woning).
Een ander voorbeeld: Jan is eigenaar van een fiets en geeft de fiets in bewaring aan Mieke. Mieke verkoopt de fiets echter aan Joris voor € 100. Jan kan deze fiets niet terugvorderen van Joris, maar heeft wel een aanspraak op de € 100 die Mieke heeft gekregen. Deze € 100 komt in de plaats van de fiets (= zakelijke subrogatie).

## Persoonlijke subrogatie
Persoonlijke subrogatie of betaling met indeplaatsstelling geschiedt wanneer een derdebelanghebbende, de gesubrogeerde schuldeiser/solvens, de schuld in een reeds bestaande rechtsband betaalt van een schuldenaar jegens diens schuldeiser, de subrogrant. Dit kan gebeuren via overeenkomst of van rechtswege.
Om te spreken van betaling met subrogatie, moet voldaan worden aan drie voorwaarden:
- de schuld betreft een bestaande en geldige schuld;
- er moet een effectieve en geldige betaling plaatsvinden, voorafgaand aan de subrogatie van de gesubrogeerde schuldeiser;
- de betaling gebeurt door een derde die andermans schuld betaalt.

Deze derde voorwaarde valt echter weg indien men spreekt over quasi-subrogatie.

### Gevolgen
De gesubrogeerde schuldeiser neemt volledig de plaats in van de subrogant.